# معالجة بالدم
معالجة بالدم أو الطباب بالدم أو مداواة بالدم أو الاستدماء (بالإنجليزية: Hemotherapy)‏ (بالإنجليزية: Hemotherapeutics)‏ هو علاج الأمراض باستعمال الدم أو منتجات الدم من التبرع به (من الآخرين أو من الشخص نفسه).
تتضمن المُعالجة بالدم عدة أنواع، ومِنها:
- نقل الدم.
- نقل كريات الدم الحمراء المكدسة.
- نقل بلازما متجمدة جديدة.
- استخراج البلازما من الأنواع المختلفة والتي تتضمن تبادل البلازما.
- علاج بالدم الذاتي، بواسطة الدم ذاتي المنشأ، حيثُ يتم تعديله بطريقة مُعينة.